# Prattsville
Prattsville is een plaats (town) in de Amerikaanse staat Arkansas, en valt bestuurlijk gezien onder Grant County.

## Demografie
Bij de volkstelling in 2000 werd het aantal inwoners vastgesteld op 282.
In 2006 is het aantal inwoners door het United States Census Bureau geschat op 292, een stijging van 10 (3,5%).

## Geografie
Volgens het United States Census Bureau beslaat de plaats een oppervlakte van
4,3 km², geheel bestaande uit land. Prattsville ligt op ongeveer 94 m boven zeeniveau.

## Plaatsen in de nabije omgeving
De onderstaande figuur toont nabijgelegen plaatsen in een straal van 24 km rond Prattsville.